# Спасское (село, Рязанская область)
Спа́сское — село в Милославском районе Рязанской области, входит в состав Богородицкого сельского поселения. 

## География
Расположено в центре района в, в 6 км к северу от райцентра Милославское на берегу реки Сухая Полотебня (бассейн Прони), высота над уровнем моря 198 м.

## История
Спасское в качестве новоселебного села упоминается в окладных книгах 1676 года, где о находившейся в том селе церкви Всемилостивого Спаса замечено, что она данью обложена в 1684 году 23 августа, а построена в 1683 году. При новопостроенной церкви показано земли… 16 четвертей в поле, сенного покоса на 26 копен. В приходе к ней, кроме села, состояли деревни Воскресенская, Федоровская, Орлова и Корбина, в коих насчитывалось 40 дворов крестьянских, 13 дворов бобыльских, 7 вдовьих, 5 помещиковых, и всего 66 дворов. В 1778 году вместо прежней обветшавшей построена была новая церковь в честь Преображения Господня с приделом Покровским. В 1836 году построена была новая деревянная церковь того же храмонаименования и с тем же приделом.
В XIX — начале XX века село входило в состав Измайловской волости Скопинского уезда Рязанской губернии. В 1906 году в селе было 159 дворов.
С 1929 года село являлось центром Спасского сельсовета Милославского района Рязанского округа Московской области, с 1937 года — в составе Рязанской области, с 2005 года — в составе Богородицкого сельского поселения. 

## Население
| 1859 | 1897  | 1906  | 2010 |
| ---- | ----- | ----- | ---- |
| 592  | ↗1113 | ↗1479 | ↘236 |

## Инфраструктура
В селе имеются средняя общеобразовательная школа, почта, фельдшерско-акушерский пункт. 

## Достопримечательности
В селе расположена Церковь Спаса Преображения (1883), находящаяся в полуразрушенном состоянии.